# Rodrigo Emílio
Rodrigo Emílio de Alarcão Ribeiro de Mello (Lisboa, 18 de Fevereiro de 1944 - Parada de Gonta, Tondela, 28 de Março de 2004) foi um poeta e activista nacionalista português fundador do Movimento de Acção Portuguesa (MAP).
Colaborou em vários jornais, tais como no Diário da Manhã, Diário de Notícias, Frente, A Voz, A Época, Notícias de Lourenço Marques, O Debate, Redondel, A Rua, O Templário, Acção, Ofensiva, Agora, Diário do Minho, Jornal do Sul e O Dia), e nas revistas Ocidente, Panorama, Itinerário, A Cooperação, Política, Raiz, Renovação, Resistência, Último Reduto, Poetas & Trovadores e Hyperbórea.

## Percurso
Estudou no Colégio João de Deus e no Liceu Camões e cursou Filologia Românica, curso que o obrigou a passar pela Universidade de Coimbra durante um ano.
Os seus primeiros versos datam da infância e juventude e são editados em diversas publicações. Em 1963 publica na revista Ocidente a novela-quase-poema Rasgões no Sonho, deve-se-lhe também a versão portuguesa do texto poético da opereta com música de Schubert Canção de Amor, que subiu à cena em Lisboa no Teatro da Trindade e inaugurou o programa da temporada lírica do mesmo ano.
Ainda em 1963, é premiado no Concurso de Manuscritos do S.N.I. como autor do original As Lágrimas Ancoradas À Sombra do Amor, que em 1965 publica em livro.
Seis meses depois de terminada a recruta em Mafra, embarca com a família para Moçambique onde vai cumprir a comissão militar. Durante dois anos, presta serviço como alferes miliciano no Corpo Expedicionário. Em 1969 vai a Lisboa de licença, ocasião em que recebe o prémio dos Jogos Florais da Emissora Nacional na modalidade de Poesia Lírica com que tinha sido contemplado.
Nos últimos meses de 1970 regressa definitivamente a Portugal continental e é reintegrado nos quadros da Radiotelevisão Portuguesa, e inicia a produção das rubricas de poesia Vestiram-se os Poetas de Soldados e Sobre a Terra e Sobre o Mar exibidas em 1971 e 1972, respectivamente. Ao mesmo tempo, colabora com a Verbo Editora nos sectores cultural e educativo.
Em 1973, é editada a antologia de poetas portugueses Vestiram-se os Poetas de Soldados — Canto da Pátria em Guerra em homenagem aos combatentes da guerra do ultramar, antologia que Rodrigo Emílio selecciona e prefacia e a que acrescenta um “Depoimento” final.
Ainda em 1973, dá à estampa a Primeira Colheita e A Segunda Cegueira, a que se segue a Serenata a meus Umbrais. Estes dois primeiros livros foram distinguidos, em meados de Abril de 1974, com o Prémio de Poesia “General Casimiro Damas”, da Academia das Ciências de Lisboa que nunca lhe o foi entregue.
Após o golpe de estado de 25 de Abril de 1974, vê-se na necessidade de opor à descolonização portuguesa que se prosseguiu e é assim que, entre maio e junho desse ano, juntamente com Florentino Goulart Nogueira, decide fundar o MAP, acima referido. Movimento esse que vem apoiar a Manifestação da Maioria Silenciosa de 28 de Setembro e que devido ao seu fracasso foi desactivado nessa altura.
Após esses acontecimentos políticos, em Outubro de 1974 e até Fevereiro de 1976 passou a ter de viver no exílio.

## Música
Poemas seus estão no fado e na canção, em interpretações de Miguei Barata Feio, José Campos e Sousa, Eduardo Falcão, António Moreira da Silva e Manuela Telles da Gama.
Em 1982, a canção "Polonesa", com letra sua, e música e interpretação do referido Campos e Sousa, sairia vencedora do concurso "Estamos Contigo Walesa", integrado numa Jornada de Solidariedade, subordinada ao tema: “Cantar a Liberdade pela Polónia“.

## O regresso a Portugal
Nessa altura, na década de 80, vai viver para Viseu onde leccionou durante três anos em escolas oficiais.
Morreu a 28 de Março de 2004 em Parada de Gonta, freguesia do concelho de Tondela e jaz no jazigo da Família, no cemitério da mesma localidade.

## Dados genealógicos
Filho de Rodrigo de Melo casado com Margarida Melo, por sua vez filho do poeta romântico Tomás Ribeiro casado com sua prima Maria das Dores da Glória.
Casa a 2 de Abril de 1967 com Maria Ester, de quem vem a ter quatro filhos.
Rodrigo Victor, Gonçalo, Constança e mais uma filha que morre tenra idade.

## Obras
- As Lágrimas Ancoradas à Sombra do Amor, 1963, S.N.I.
- Mote Para Motim, 1971, Editora PAX
- Paralelo 26 S às Audições do Índico, 1971, Agência Geral do Ultramar
- Poemas Acenados a uma Criança Longe, 1972, Editora PAX
- A Segunda Cegueira, 1973, Publicações Cidadela
- Primeira Colheita, 1973, Editora PAX
- Em Nome do M.A.P. ‑ Movimento de Ação Portuguesa, Libelo político de denúncia e desagravo. Madrid, 1975
- Serenata a Meus Umbrais, 1976, Empresa do Diário do Minho
- Reunião de Ruínas, 1978, Edições A Rua
- Poemas de Braço ao Alto, 1982, Tipava Tipografia de Aveiro Lda.
- Pequeno Presépio de Poemas de Natal, 2005, Antília Editora
- Matando a Sede nas Fontes de Fátima, Antília Editora
- Salazar, António Ferro, Franco Nogueira: Proas e Mastros do Estado Novo, 2018, Contra-Corrente[2]
- Por uma Direita moderna… Muito antiga, que apele ao chamamento Nacional!, 2019, Contra-Corrente[5]